# Les Richter
Leslie Alan Richter (Fresno, California, 6 de octubre de 1930-Riverside, California, 12 de junio de 2010), más conocido como Les Richter, fue un jugador profesional estadounidense de fútbol americano que se desempeñó en la posición de linebacker en la National Football League (NFL). Es miembro del Salón de la Fama del Fútbol Americano Profesional.

## Carrera
Richter jugó como profesional nueve temporadas en Los Angeles Rams (1954-1962), equipo en el que se retiró.

## Reconocimiento
El 6 de agosto de 2011, ingresó como miembro al Salón de la Fama del Fútbol Americano Profesional.